# Alex Martelli

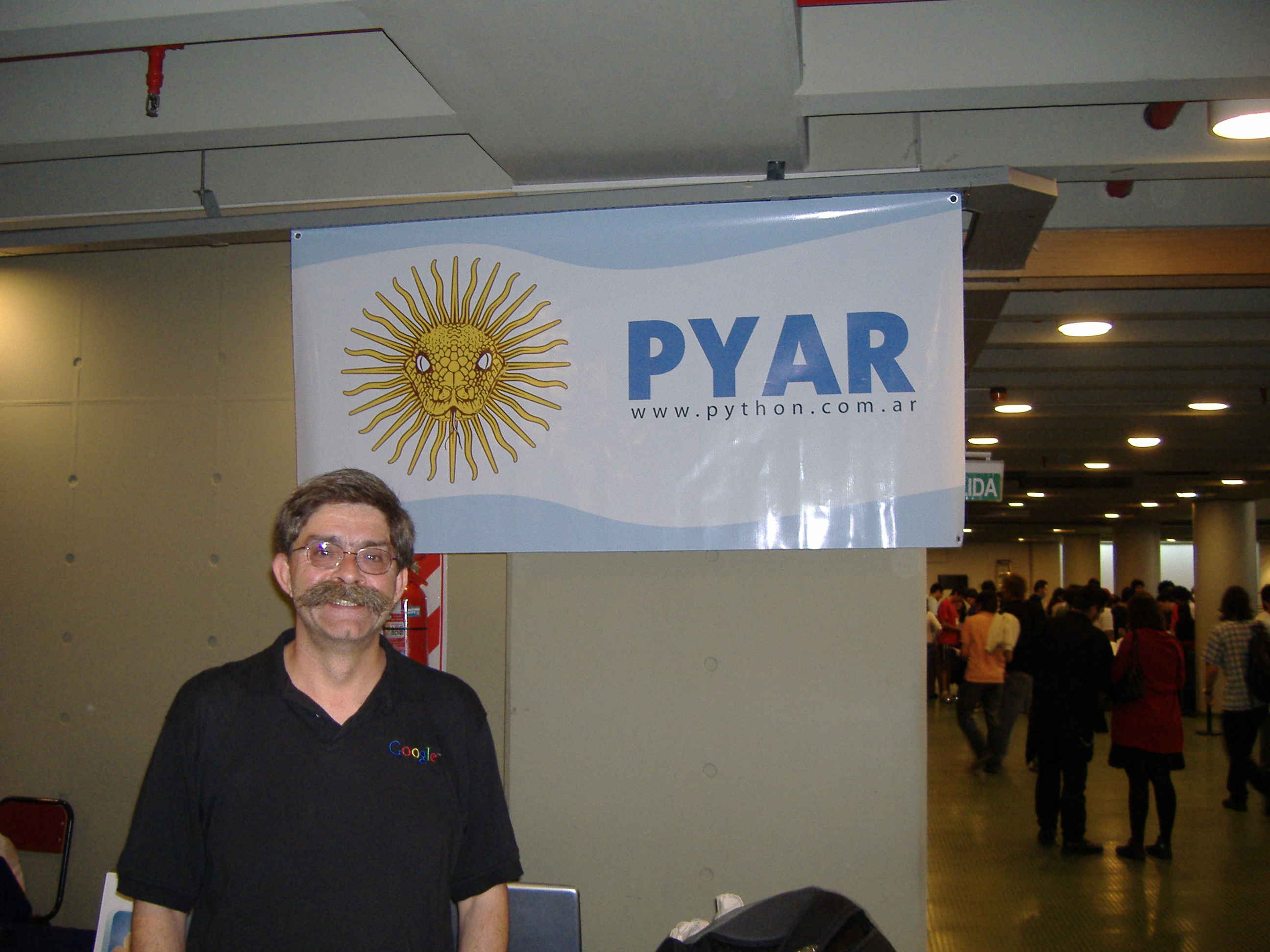
Alex Martelli en Argentina (Cafeconf 2006).

Alex Martelli (nacido el 5 de octubre de 1955) es un ingeniero informático italiano y miembro de la Python Software Foundation. Desde principios de 2005, trabaja como "Über Tech Lead" para Google, Inc. en Mountain View, California. Es el autor de "Python in a Nutshell", coeditor del libro "Python Cookbook", y ha escrito otros (en su mayoría relacionados con Python). Martelli ganó el Premio "Activators' Choice Award", y el premio "Frank Willison award" por sus sobresalientes contribuciones a la comunidad Python. 